# رندی فوربس
رندی فوربس (به انگلیسی: Randy Forbes) نمایندهٔ حوزه انتخابیه چهارم ویرجینیا از حزب جمهوری‌خواه ایالات متحده آمریکا در مجلس نمایندگان ایالات متحده آمریکا است که برای نخستین‌بار در ۱۹ ژوئن ۲۰۰۱ میلادی به‌عضویت این مجلس درآمد.